# Rezoluce Rady bezpečnosti OSN č. 251

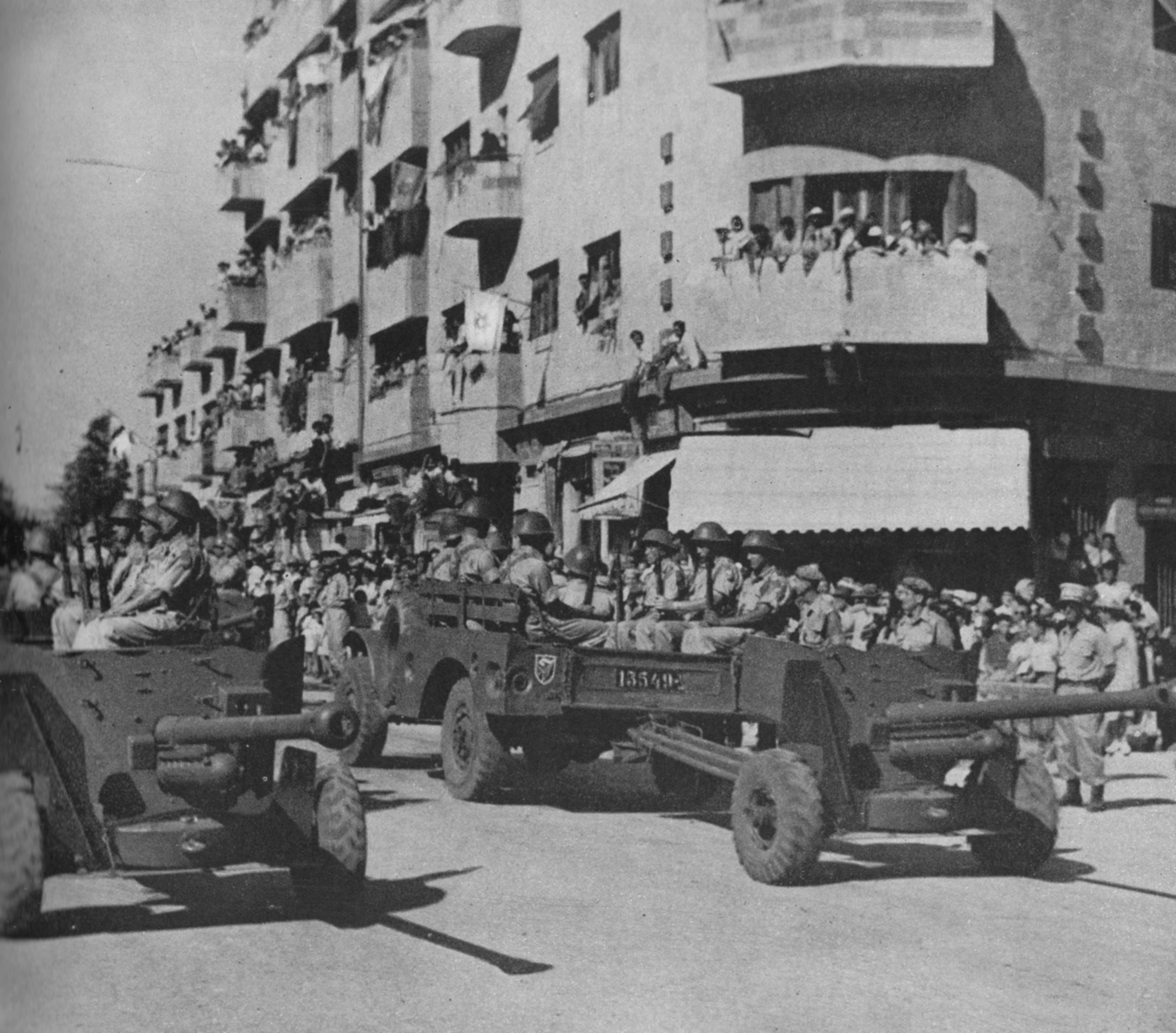
Vojenská promenáda

Rezoluce Rady bezpečnosti OSN č. 251, kterou Rada bezpečnosti OSN jednohlasně schválila 2. května 1968, hluboce odsoudila Izrael za pořádání vojenské přehlídky v Jeruzalémě na Den nezávislosti (Jom ha-acma'ut) a za porušení jednomyslně schváleného rozhodnutí, přijatého Radou bezpečnosti v rezoluci č. 250.